# Starkville, Colorado
Starkville är en kommun (town) i Las Animas County i Colorado. Orten har fått namn efter Alfred G. Stark som ägde en kolgruva. Vid 2010 års folkräkning hade Starkville 59 invånare.